# Батмунхийн Эрхембаяр
Батмунхийн Эрхембаяр (монг. Батмөнхийн Эрхэмбаяр; род. 28 июля 1991, Монголия) — монгольский футболист. Дебютировал в сборной Монголии в 2013 году.

## Биография
Батмунхийн Эрхэмбаяр родился в Монголии 28 июля 1991 года.

### Национальная сборная
2 марта 2013 года он дебютировал в сборной Монголии, отыграв 90 минут в отборочном матче Кубка вызова АФК против Лаоса.
12 марта 2015 года Эрхэмбаяр забил за сборную в квалификации чемпионата мира по футболу 2018 года в матче, проигранному Восточному Тимору со счётом 1:4.
| Матчи за сборную Монголии | Матчи за сборную Монголии | Матчи за сборную Монголии | Матчи за сборную Монголии | Матчи за сборную Монголии | Матчи за сборную Монголии          |
| №                         | Дата                      | Соперник                  | Счёт                      | Голы                      | Соревнование                       |
| ------------------------- | ------------------------- | ------------------------- | ------------------------- | ------------------------- | ---------------------------------- |
| 1                         | 2 марта 2013              | Лаос                      | 1:1                       | -                         | Квалификация Кубка вызова АФК-2014 |
| 2                         | 4 марта 2013              | Афганистан                | 0:1                       | -                         | Квалификация Кубка вызова АФК-2014 |
| 3                         | 6 марта 2013              | Шри-Ланка                 | 0:3                       | -                         | Квалификация Кубка вызова АФК-2014 |
| 4                         | 12 марта 2015             | Восточный Тимор           | 1:4                       | 1                         | Квалификация ЧМ-2018               |
| 5                         | 17 марта 2015             | Восточный Тимор           | 0:1                       | -                         | Квалификация ЧМ-2018               |
| 6                         | 6 ноября 2016             | Шри-Ланка                 | 2:0                       | -                         | Товарищеский матч                  |
| 7                         | 9 ноября 2016             | Лаос                      | 0:3                       | -                         | Товарищеский матч                  |